# Censur i Algeriet
Arbetsförhållandena för journalister i Algeriet har utvecklats sedan landet blev självständigt 1962. Presslagstiftningen drogs in 1990, vilket ledde till ökad pressfrihet. Under inbördeskriget på 1990-talet mördades dock fler än 70 journalister, antagligen av säkerhetstjänsten eller islamister. Sextio journalister dödades mellan 1993 och 1998 i Algeriet.

## 1990- och 2000-talen
President Abdelaziz Bouteflika har beordrat stängningen av flertalet tidningar, fängslat journalister såsom Mohammad Benchicou, chef för tidningen Le Matin och författare till en kritisk biografi över Bouteflika samt tvingat många journalister i exil, främst till Frankrike.
På Reportrar utan gränsers index över pressfrihet har Algeriet omkring index 40 (ju lägre desto friare; Sverige hade för 2007 1,5; Algeriets 40 ger landet en 123:e-plats på rankinglistan). Index har stigit, 2002 hade landet index 31. Tillsammans med tidningen L'Humanité fördömde Reportrar utan gränser fängslandet av Benchicou, som dömdes till två års fängelse för att ha kritiserat korruption i Algeriet. Benchicou belönades med 2006 års PEN/Barbara Goldsmith Freedom to Write Award.
På senare år har Algeriet sett flera angrepp på pressfriheten, förutom Benchicous fängsling. Tidningen La Tribune stängdes 1996, och tidningen El Watan blev attackerad av den algeriska staten 1998, och dess journalister har, enligt Reportrar utan gränser och Committee to Protect Journalists, blivit måltavlor för både den algeriska staten och islamistiska fundamentalister; journalister från tidningarna Liberté och Le Matin tvingades gå i exil i Frankrike. Algeriet ingriper även på Internet – webbjournalen Sam blog censurerades i mars 2006.